# Шарфова акула японська
Шарфова акула японська (Cirrhoscyllium japonicum) — акула з роду Шарфова акула родини Комірцеві акули. Інші назви «японська смугаста акула», «сідлоподібна шарфова акула».

## Опис
Загальна довжина сягає 48-49 см. Голова невелика. Очі помірного розміру, овальні, розташовані у верхній частині голови. над очима — невеличкі надбрівні дуги. Під мордою є шкіряна складка на кшталт «шарфа». На горлі присутнє пара вусиків. зуби з 3 верхівками, з яких центральна довша та зігнута. У неї 5 маленьких зябрових щілин. Тулуб подовжений, змієподібний. Має 2 спинних та анальний плавці. Спинні плавці невеликі, анальний менший за другий спинний. Хвіст довгий. На кінчику верхньої лопаті хвостового плавця присутні «вимпел»-виріст.
Забарвлення спини жовто-коричневе, черево — світліше. На спині та боках є 9 розмитих сідлоподібних візерунків темно-коричневого кольору.

## Спосіб життя
Тримається на глибинах 250—290 м. Зустрічається на континентальному шельфі. Активна вночі, вдень ховається серед каміння та скель. Живиться дрібними донними ракоподібними та невеличкою костистою рибою.
Статева зрілість самців настає при розмірі 36, 7 см, самиць — 44,5 см. Це яйцекладна акула. Процес парування та розмноження ще достатньо не вивчені.

## Розповсюдження
Мешкає біля островів Кюсю, Сікоку, Яку, також у водах архіпелагу Окінава.